# The Simpsons (sæson 2)
Den anden sæson af tv-serien The Simpsons blev første gang sendt i 1990 og 1991.

## Afsnit

### Bart Gets an F
Bart dumper en test og får at vide, at han får en sidste chance til at bestå en test, ellers bliver han nødt til at gå et år om. Bart prøver at få klassens geni Martin Prince til at hjælpe ham, men efter det slår fejl, beder Bart til Gud om hjælp. Den nat bliver Springfield ramt af en snestorm, og skolen lukker, hvilket giver Bart en ekstra dag til at læse på lektien. Til trods for et desperat forsøg, dumper han testen. Imens han græder, nævner han en historisk begivenhed, og Mrs. Krabappel noterer at Bart har brugt praktisk viden, og lader ham derfor bestå.
Gæstestjerne: Marcia Wallace.

### Simpson and Delilah
Homer får hår på sine skallepande på grund af produktet Dimoxinil, og pludselig går alt MEGET bedre for ham. Mr. Burns (hans chef) bliver også meget gladere for ham og forfremmer ham. Det bliver Smithers ikke glad for og tjekker Homers konto og finder ud af, at han har lånt penge af penge af Mr. Burns (uden at spørge ham naturligvis)

### Treehouse of Horror
Tekst mangler, hjælp os med at skrive teksten